# Shaun Marsh
Shaun Edward Marsh (ur. 9 lipca 1983 w Narrogin) – australijski krykiecista, leworęczny odbijający. Reprezentant Australii Zachodniej w lidze australijskiej, członek drużyny Kings XI Punjab w Indian Premier League, reprezentant Australii w meczach jednodniowych i testowych.
Jest sydem reprezentanta Australii Geoffa Marsha i bratem Mitchella Marsha także grającego dla Australii Zachodniej.
W inauguracyjnym sezonie Indian Premier League w 2008 miał na koncie największą liczbę runów, pomimo że nie grał w czterech pierwszych meczach.
W 2011 debiutował w reprezentacji w meczu testowym, jako 93 gracz w historii meczów testowych zdobył 100 runów w swoim pierwszym meczu.